# アルディーノ
アルディーノ（伊: Aldino ; 独: Aldein アルダイン）は、イタリア共和国トレンティーノ＝アルト・アディジェ州ボルツァーノ自治県にある、人口約1,700人の基礎自治体（コムーネ）。

## 地理

### 位置・広がり

#### 隣接コムーネ
隣接するコムーネは以下の通り。括弧内のTNはトレント自治県所属を示す。
- ブロンツォーロ
- モンターニャ・スッラ・ストラーダ・デル・ヴィーノ
- ノーヴァ・ポネンテ
- オーラ
- トローデナ・ネル・パルコ・ナトゥラーレ
- ヴィッレ・ディ・フィエンメ (カラーノ、 ダイアーノ、ヴァレーナ)

## 行政

### 分離集落
アルディーノには、以下の分離集落（フラツィオーネ）がある。
- Olmi (Holen), Redagno (Radein)

## 住民

### 言語
| 言語集団調査（2011年） | 言語集団調査（2011年） | 言語集団調査（2011年） | 言語集団調査（2011年） | 言語集団調査（2011年） |
| ---------------------- | ---------------------- | ---------------------- | ---------------------- | ---------------------- |
|                        |                        |                        |                        |                        |
| ドイツ語               | ドイツ語               |                        | 98.07%                 | 98.07%                 |
| イタリア語             | イタリア語             |                        | 1.74%                  | 1.74%                  |
| ラディン語             | ラディン語             |                        | 0.19%                  | 0.19%                  |

2011年に行われた、住民がドイツ語・イタリア語・ラディン語のいずれの「言語集団」に属するかの調査によれば（ボルツァーノ自治県#言語集団調査参照）、住民の約98%がドイツ語話者である。